# Famille Blanchet (facteurs de clavecins)
Pour les articles homonymes, voir Blanchet.

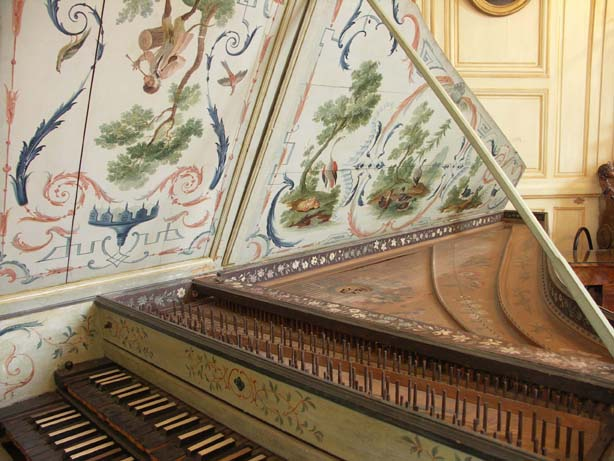
Clavecin du château de Thoiry, 1733

La famille Blanchet est une des plus célèbres familles de facteurs de clavecins actifs à Paris à la fin du XVIIe et au XVIIIe siècle. Il se firent une spécialité de la transformation (ravalement) des clavecins flamands des Ruckers et portèrent au plus haut point de perfection la facture parisienne.
Le premier membre qui acquit la notoriété fut Nicolas, natif de Reims en 1660, qui vint s'installer à Paris où il fonda un prospère atelier spécialisé dans la facture des clavecins et épinettes. Il meurt en 1731.
Il s'associa l'un de ses fils, François-Étienne I (Paris, 1695 - 1761), qui fut le plus fameux représentant de la famille. il s'installa vers 1727 rue de la Verrerie, à l'enseigne de la Perle. Dès 1737, le nombre de clavecins fabriqués a énormément augmenté. En 1739, il est élu juré de la communauté. En 1743, il prend contact avec la Cour, par l'intermédiaire de Chiquelier, garde des instruments du Roi.
Le fils du précédent, également nommé François-Étienne II (vers 1730 - 1766), continua l'affaire familiale. Il a été reçu maître de la communauté en 1753. Il est aussi facteur du Roi et prend la succession de son père en 1761. En 1765, il est élu juré de la communauté.
Le dernier clavecin signé par François Étienne II est daté 1765. Cet superbe instrument se trouve au musée des instruments de musique à Hamamatsu au Japon. Parfaitement restauré, il est régulièrement joué et enregistré.
À sa mort, sa fortune est estimée à 34 000 livres. Il eut comme apprenti Pascal-Joseph Taskin. Après la mort de son patron, ce dernier épousa sa veuve et reprit l'atelier.
Armand François Nicolas (Paris, 1763 - Paris, 1818) est le fils de François-Étienne II. Âgé de trois ans à la mort de son père, il a été formé par Pascal-Joseph Taskin. Il a publié une Méthode abrégée pour accorder le clavecin et le piano-forte (1797). Il deviendra l'accordeur du Conservatoire de Paris.
Élisabeth-Antoinette (1729,1815), une sœur de François-Étienne II, épousa Armand-Louis Couperin.
Il reste peu d'instruments signés Blanchet (Nicolas ou les deux François-Étienne), soit une douzaine (deux sont en possession de clavecinistes réputés : Huguette Dreyfus et Kenneth Gilbert) ainsi que sept clavecins ravalés, Ruckers authentiques ou contrefaits.